# Toon Van Overstraeten
Pour les articles homonymes, voir Van Overstraeten.
Antoon Van Overstraeten dit Toon (né à Alost le 7 juin 1926 et décédé le 9 juin 2011) est un homme politique belge de langue néerlandaise, membre de la Volksunie, puis de la Nieuw-Vlaamse Alliantie, ainsi qu'un ancien volontaire sur le Front de l'Est pendant la Seconde Guerre mondiale, dans la Légion flamande. Il fut élu sénateur de 1985 à 1987 et membre au Conseil régional wallon de 1985 jusqu'à son exclusion cette même année.
Le 13 octobre 1985, il fut élu par apparentement sénateur pour la circonscription de Nivelles. À l'époque, le Conseil régional wallon et le Conseil de la Communauté francophone se composaient des parlementaires fédéraux élus dans les circonscriptions wallonnes, plus les Bruxellois pour la Communauté française. Toon Van Overstraeten, sénateur de la Volksunie, parti nationaliste flamand, est donc devenu légalement membre de ces deux instances. 
En outre, cette élection se fait dans un contexte électoral particulier : le Parti social-chrétien (PSC) et le Parti réformateur libéral (PRL) espèrent constituer une majorité électorale et écarter le Parti socialiste, arrivé premier aux élections. PSC et PRL ont obtenu ensemble 52 élus face au 51 élus socialistes et écologistes. L'élection de Toon Van Overstraeten par apparentement ajoute un siège au nombre d'élus au Parlement wallon et fait obstacle à la constitution de cette majorité. 
Toon Van Overstraeten, élu grâce à l'apparentement sur la province unitaire du Brabant, déclare qu'il entend "faire éclater la vérité d'une structure d'état intenable et je chercherais la manière la plus spectaculaire, et la plus démocratique, de le faire.". Les parlementaires nouvellement constitués sont alors la seule instance compétente pour trancher les litiges sur sa propre composition - ce qui vaudra à la Belgique plusieurs condamnations par la Cour européenne des droits de l'homme, dans les affaires Mugemangango c. Belgique, en 2020, et G.K. c. Belgique, en 2019. Toon Van Overstraeten défend sa présence au sein de l'assemblée. La commission de vérification des pouvoirs proposa à l'assemblée de l'exclure. Aucune majorité n'est trouvable au sein de l'assemblée parlementaire, les socialistes et les écologistes refusant l'exclusion de Van Overstraeten que réclament les sociaux-chrétiens et les libéraux. Toutefois, alors que les élus sociaux-chrétiens et libéraux sont seuls dans l'assemblée, ils procèdent à un vote par "assis et levés", sans avoir de quorum de présence et excluent Van Overstraeten de l'assemblée. Cet acte est manifestement illégal. L'assemblée était toutefois souveraine et aucun recours judiciaire n'existe à l'encontre de cette décision. La police militaire empêche donc Van Overstraeten de rejoindre l'assemblée. Quelques jours plus tard, Van Overstraeten est exclu à son tour de l'assemblée parlementaire de la Communauté française.
Son exclusion de l'assemblée ramenait également le nombre d'élus en son sein à 103, ce qui permettait la constitution d'une majorité PSC-PRL. Celle-ci investira le premier gouvernement wallon sans les socialistes (et le seul jusqu'en 2017) : l'exécutif Wathelet. Ses opposants dénoncent un coup de force pour imposer une majorité.

## Sources
1. ↑  « Une Wallonie sans le PS, l'Histoire bascule... et la troisième fois sera la bonne », sur RTBF (consulté le 14 juin 2024)
2. 1 2 3 4  « Le nébuleux destin de Toon Van Overstraeten, le sénateur de la Volksunie élu au Parlement wallon », sur RTBF (consulté le 14 juin 2024)
3. ↑  « HUDOC - European Court of Human Rights », sur hudoc.echr.coe.int (consulté le 14 juin 2024)
4. ↑  « HUDOC - European Court of Human Rights », sur hudoc.echr.coe.int (consulté le 14 juin 2024)
5. ↑  Thierry Evens, Une assemblée qui exclut un membre, cela s'est vu, Le Soir, 12 avril 1996